# Сан-Луїс (Колорадо)
Сан-Луїс (англ. San Luis) — місто (англ. town) в США, в окрузі Костілья штату Колорадо. Населення — 598 осіб (2020).

## Географія
Сан-Луїс розташований за координатами 37°12′8″ пн. ш. 105°25′21″ зх. д. / 37.20222° пн. ш. 105.42250° зх. д. (37.202341, -105.422469).  За даними Бюро перепису населення США в 2010 році місто мало площу 1,45 км², уся площа — суходіл.

## Демографія
Згідно з переписом 2010 року, у місті мешкало 629 осіб у 284 домогосподарствах у складі 167 родин. Густота населення становила 434 особи/км².  Було 381 помешкання (263/км²).
Расовий склад населення:
| - 61,0 % — білих - 2,9 % — корінних американців - 1,4 % — чорних або афроамериканців - 0,3 % — азіатів - 29,4 % — осіб інших рас |

До двох чи більше рас належало 4,9 %. Частка іспаномовних становила 84,3 % від усіх жителів.
За віковим діапазоном населення розподілялося таким чином: 22,7 % — особи молодші 18 років, 55,4 % — особи у віці 18—64 років, 21,9 % — особи у віці 65 років та старші. Медіана віку мешканця становила 45,2 року. На 100 осіб жіночої статі у місті припадало 105,6 чоловіків;  на 100 жінок у віці від 18 років та старших — 103,3 чоловіків також старших 18 років.
Середній дохід на одне домашнє господарство  становив 33 960 доларів США (медіана — 24 479), а середній дохід на одну сім'ю — 37 666 доларів (медіана — 21 786). За межею бідності перебувало 32,4 % осіб, у тому числі 62,3 % дітей у віці до 18 років та 28,7 % осіб у віці 65 років та старших.
Цивільне працевлаштоване населення становило 202 особи. Основні галузі зайнятості: публічна адміністрація — 23,3 %, фінанси, страхування та нерухомість — 18,8 %, освіта, охорона здоров'я та соціальна допомога — 14,9 %, транспорт — 13,4 %.